# Rauhocereus riosaniensis
Rauhocereus riosaniensis Backeb. è una pianta succulenta della famiglia delle Cactacee. È l'unica specie nota del genere Rauhocereus.